# Farman F.60
Pour les articles homonymes, voir F60.

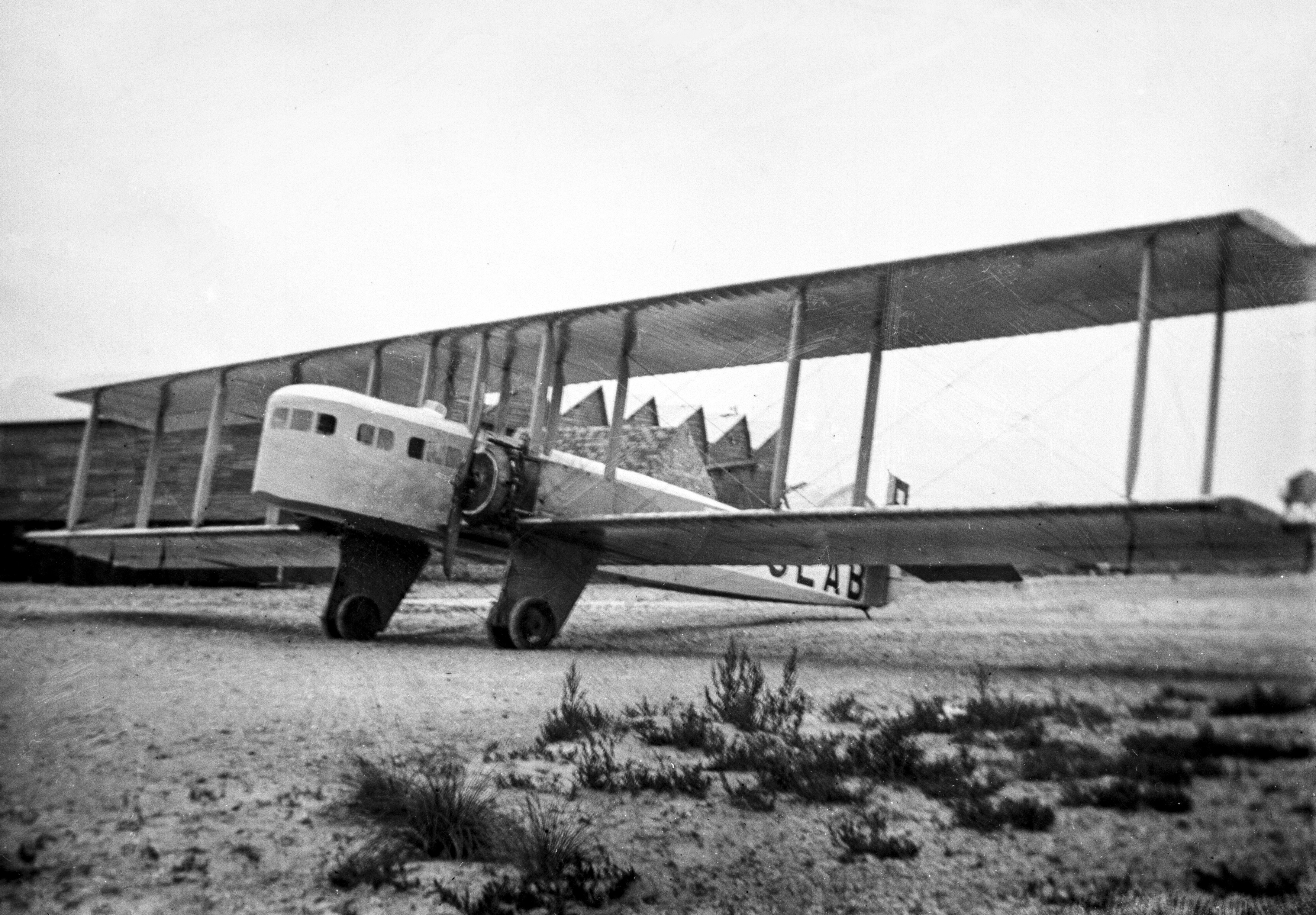
Goliath en panne au Crotoy

Le Farman F.60 Goliath était un avion de ligne français fabriqué à partir de 1919 par la société des Avions Farman. Une soixantaine d'exemplaires fut construite ainsi qu'une version hydravion Farman F.60 Torp et une version militaire de bombardement.
Il a battu plusieurs records de durée de vol au début des années 1920.

## Conception
À la fin de la Première Guerre mondiale, deux prototypes du bombardier lourd Farman F.60 se trouvaient en cours de fabrication, ce modèle étant prévu pour participer massivement aux offensives programmées pour 1919. Après l’armistice, le Goliath fut transformé en transporteur civil, devenant l’un des avions de transport les plus appréciés de l’immédiat après-guerre, titulaire de plusieurs records mondiaux d’altitude et de distance. Toutes les compagnies européennes de quelque importance l’adoptèrent, en France, en Belgique (Sabena), Tchécoslovaquie, Roumanie...  Une nouvelle version de bombardement fut lancée en série en 1922 pour l'équipement de l'aéronautique militaire, et dota six escadrilles.
Il s’agissait d’un biplan à structure en bois recouverte de toile, formant un fuselage profond de section carrée muni de hublots rectangulaires. À l’origine, le F.60 possédait deux moteurs Salmson Z.9 de 230 ch, ultérieurement remplacés par des Salmson C.M.9 de 260 ch. Par la suite, divers moteurs l’équipèrent, entraînant un changement de sigle. La version dotée de Gnome et Rhône « Jupiter » 9A en étoile de 380 ch était ainsi parfois désignée F.63 bis.

## Engagements opérationnels
Dans l'entre-deux-guerres, les Goliath furent utilisés par l'armée française au Maroc dans la guerre du Rif contre les rebelles menés par Abd-el-Krim.
Le 19 juillet 1925, le colonel Armengaud, commandant l’aéronautique du Maroc, adresse un rapport au maréchal Lyautey. Au vu de l’expérience des premiers mois d’opérations, le colonel Armengaud estime qu’il faut porter le combat dans le Rif même en développant une offensive d’envergure qui, selon lui, a les meilleures chances de réussite à partir de la côte nord, en partant de la zone espagnole de Mellila (à l’Est) avec le concours de la flotte et de l’aviation. Il demande que soient prises des mesures concrètes tendant à  rapprocher les terrains de départ du théâtre des opérations et à doter l’aviation d’appareils gros porteurs, ces deux mesures permettant d’accroître la puissance et la fréquence des bombardements. 
Le colonel Armengaud reçoit rapidement satisfaction puisque l’escadrille 5B2 de la Marine, dotée de Farman Goliath F.60 Jupiter, arrive le 28 août 1925 à Casablanca. Ces appareils sont équipés pour lancer 6 bombes de 100 kg. Ils sont particulièrement qualifiés pour les missions lointaines et pour les bombardements massifs. Ils seront par ailleurs utilisés pour les reconnaissances à vue et les missions photographiques, leur aménagement intérieur leur permettant d’emporter un nombre considérable de magasins à plaques. 

## Dans la culture populaire
Joseph Kessel évoque cet avion dans son court livre Vent de sable (chapitre Vers le sud) : « Des aviateurs militaires nous accueillirent. Ils faisaient partie d'une escadrille détachée du groupe de Fez pour dresser la carte photographique de la région, et notamment celle du petit-Atlas. Leurs « Goliath » étaient sur le terrain, les uns revenant de mission, les autres prêts à partir. »